# Castello di Frýdlant
Il castello di Frýdlant (in ceco Zámek Frýdlant) si trova nella città omonima del Distretto di Liberec nella omonima regione della Repubblica Ceca. Nelle sue sale si trova il più antico museo in un castello dell'Europa centrale e la sua storia inizia nel XIII secolo.

## Storia

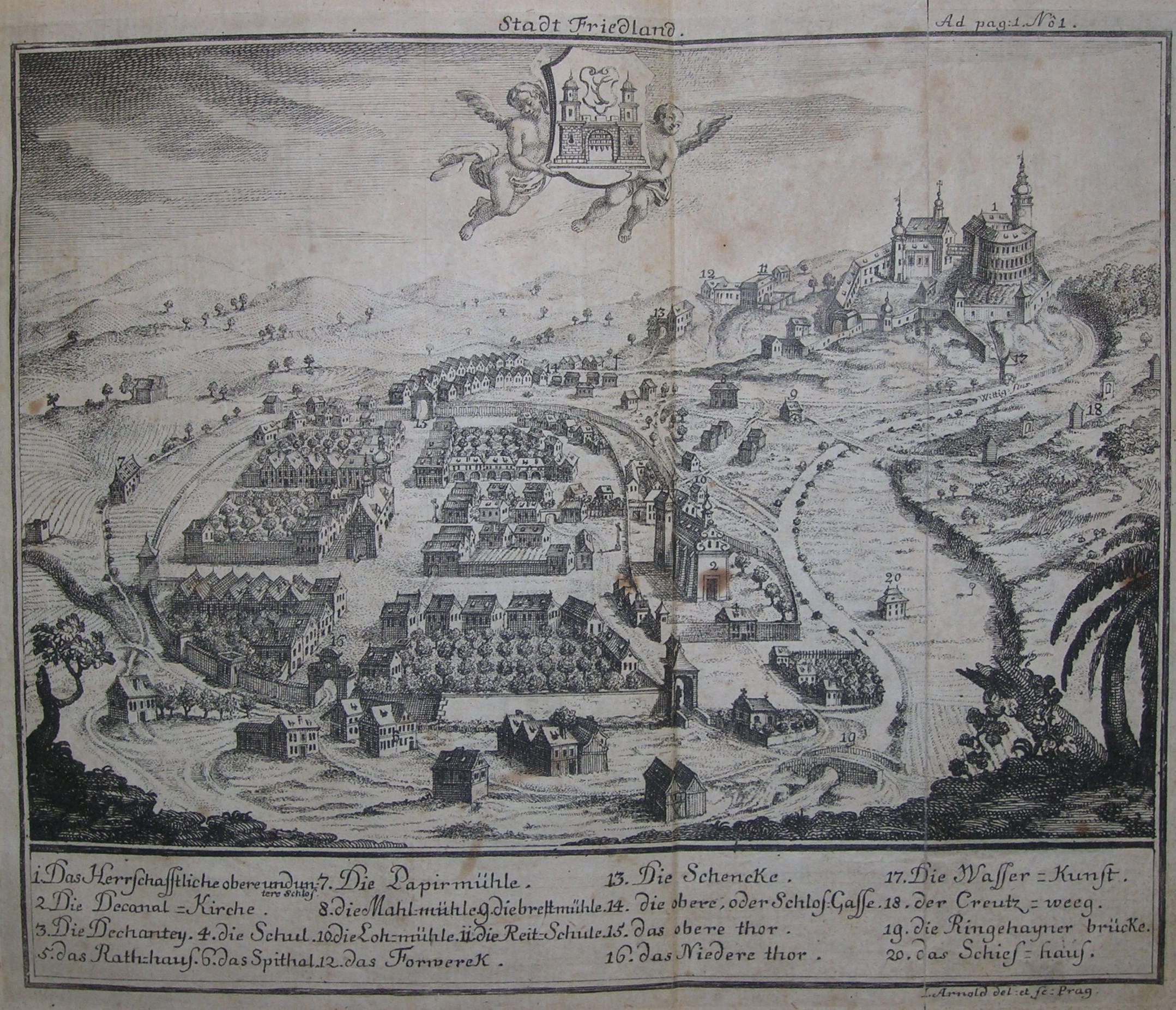
Castello e città di Frýdlant in una stampa del 1763

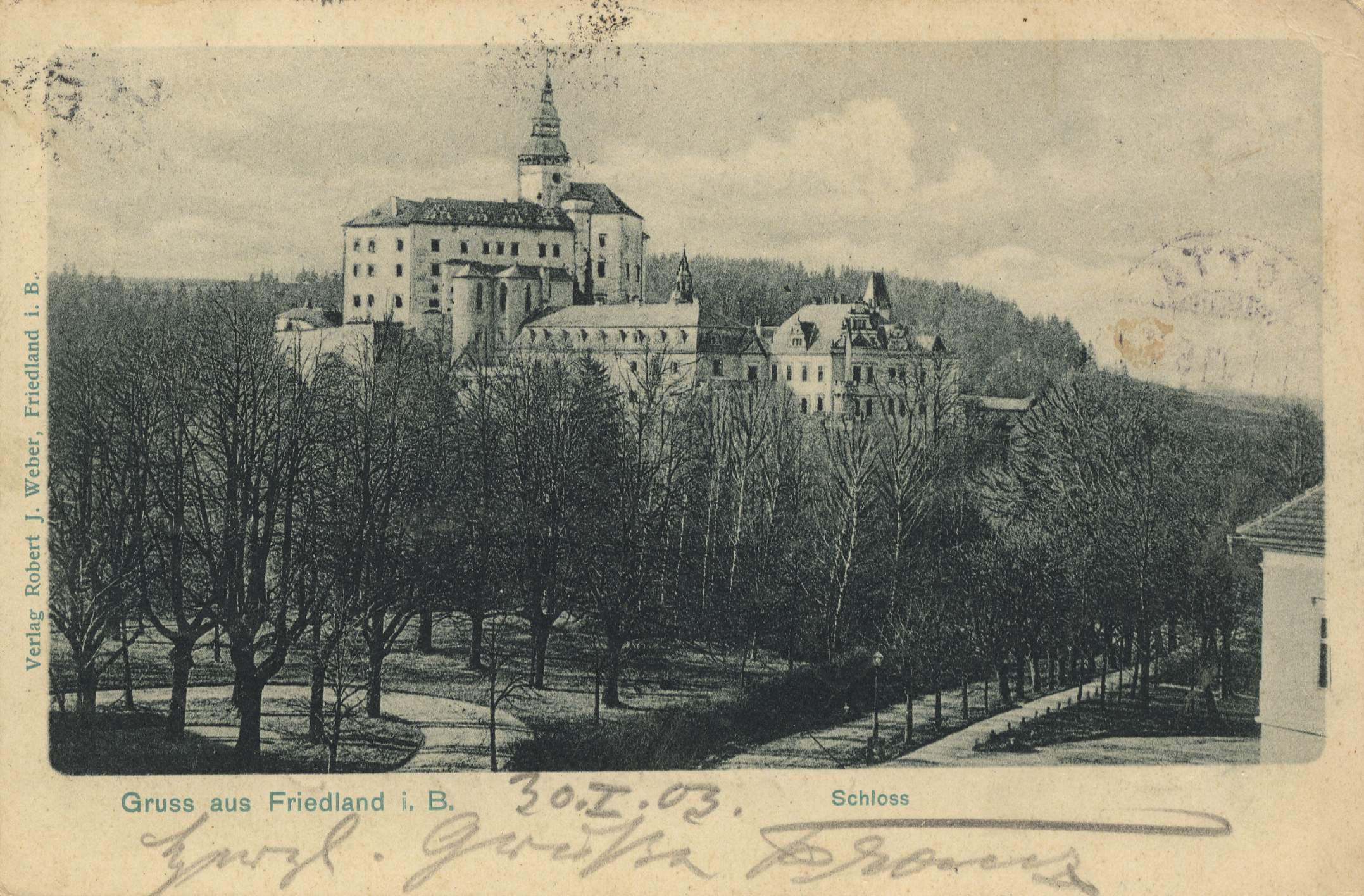
Castello di Frýdlant in una cartolina dei primi del XX secolo

La storia del castello risale al XIII secolo ed è legata ad Albrecht von Wallenstein, influente figura durante la guerra dei trent'anni. Sul sito la prima struttura difensiva fu un edificio gotico che, fondato probabilmente a metà del XIII secolo fu venduto alla famiglia Biberštejn di Meissen che lo mantenne fino al 1551. Un anno dopo il castello entrò in possesso della corona reale come feudo soppresso e fu temporaneamente gestito dai governatori reali. Nel 1558 fu acquistato dai signori slesiani di Redern che fecero iniziare un'impegnativa ricostruzione rinascimentale della struttura con un ampliamento che arrivò ad includere il castello inferiore. 

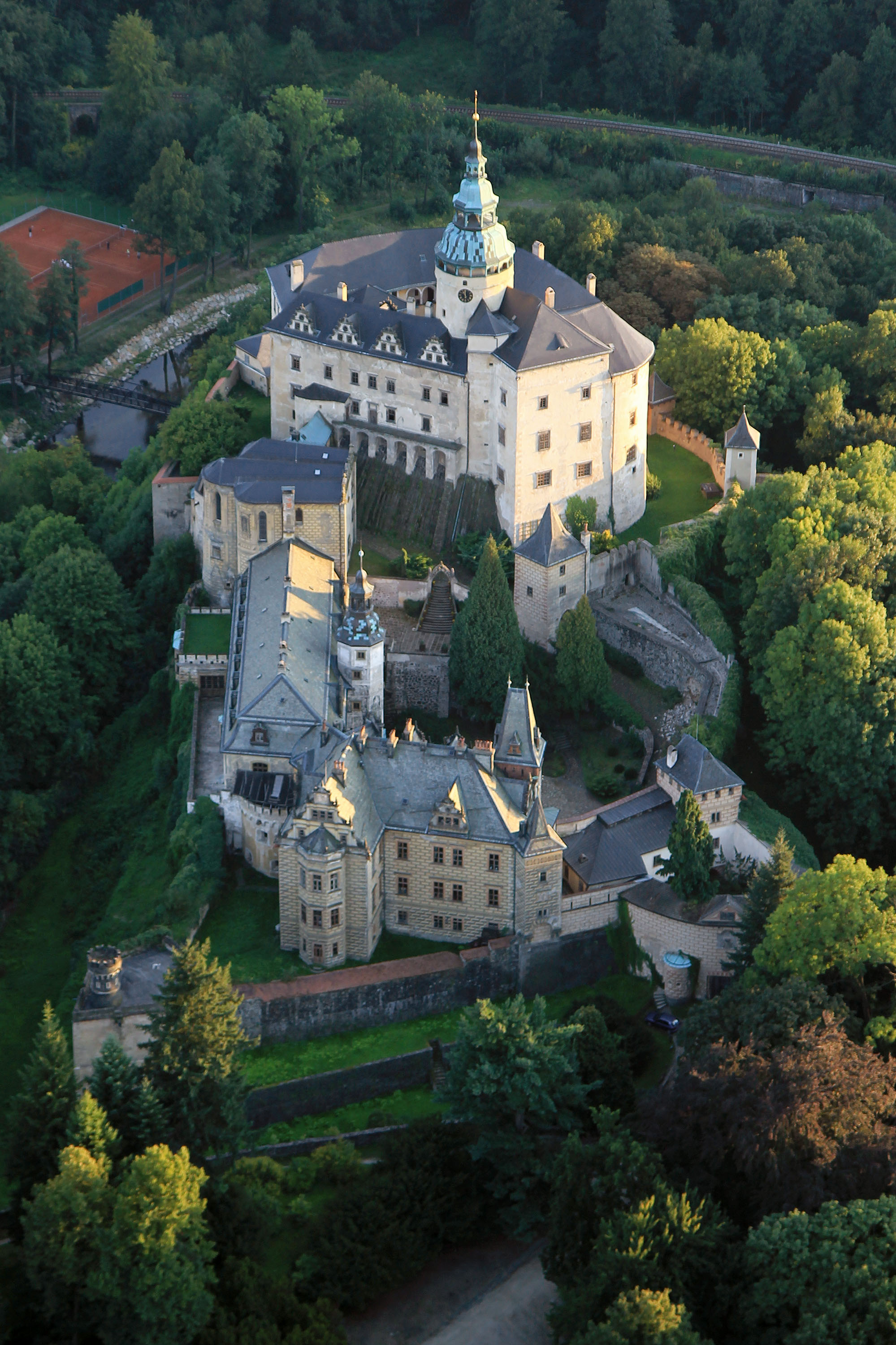
Vista aerea del castello

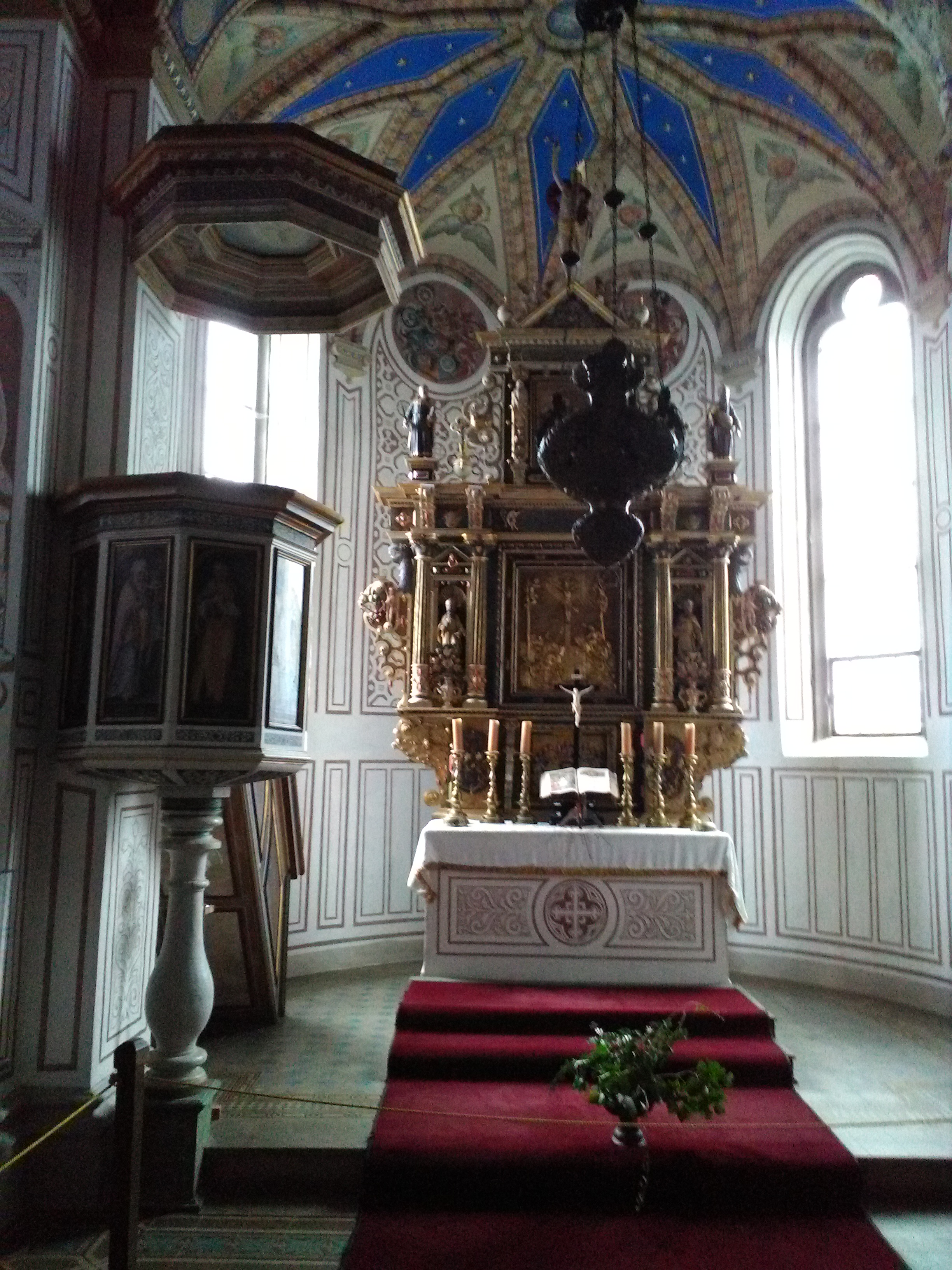
Cappella

Albrecht von Wallenstein in seguito acquistò questo maniero mantenendo però come residenza principale quella di Jičín. Dopo la sua morte passò al conte Mattia di Gallas, che lo ricevette in dono dall'imperatore per il suo fedele servizio. Durante gli anni della guerra del 1636-1649 il castello fu occupato dalle truppe imperiali e svedesi che durante la loro presenza potenziarono notevolmente anche il sistema difensivo. Con la pace di Vestfalia ritornò nelle mani dei Gallas, che iniziarono la ricostruzione in stile primo barocco affidandosi anche all'architetto italiano Marco Antonio Canevalle. Successive modifiche si ebbero nel 1749, quando furono realizzati alcuni terrazzamenti vicino al cortile inferiore, e nel 1767, quando furono costruite una nuova ala e nuove scuderie (entrambi gli edifici furono demoliti nel 1867). Nel 1785 il castello inferiore venne ricostruito e modificato per ospitare la famiglia del conte. Dall'inizio del XIX secolo il castello ebbe la funzione di museo aperto al pubblico. L'ultima grande ricostruzione del parco del castello ebbe luogo tra il 1867 e il 1870, quando fu costruita una nuova ala del castello e il castello inferiore subì significative modifiche neorinascimentali. Il castello superiore non venne interessato dalla ricostruzione se non per piccoli interventi. Dopo la demolizione delle scuderie fu costruita una nuova scalinata con un nuovo muro di terrazzamento che liberò lo spazio del cortile. All'inizio del XIX secolo l'ingresso al castello superiore fu dotato di un grande arco gotico. Il castello originale, circondato da un recinto, occupava la sommità di un blocco di basalto che si affaccia da tre lati nella valle del ruscello Řasnice. La forma esterna originaria del castello gotico è stata conservata solo parzialmente. Tutto ciò che rimane sono parti di possenti edifici e una grande torre cilindrica.

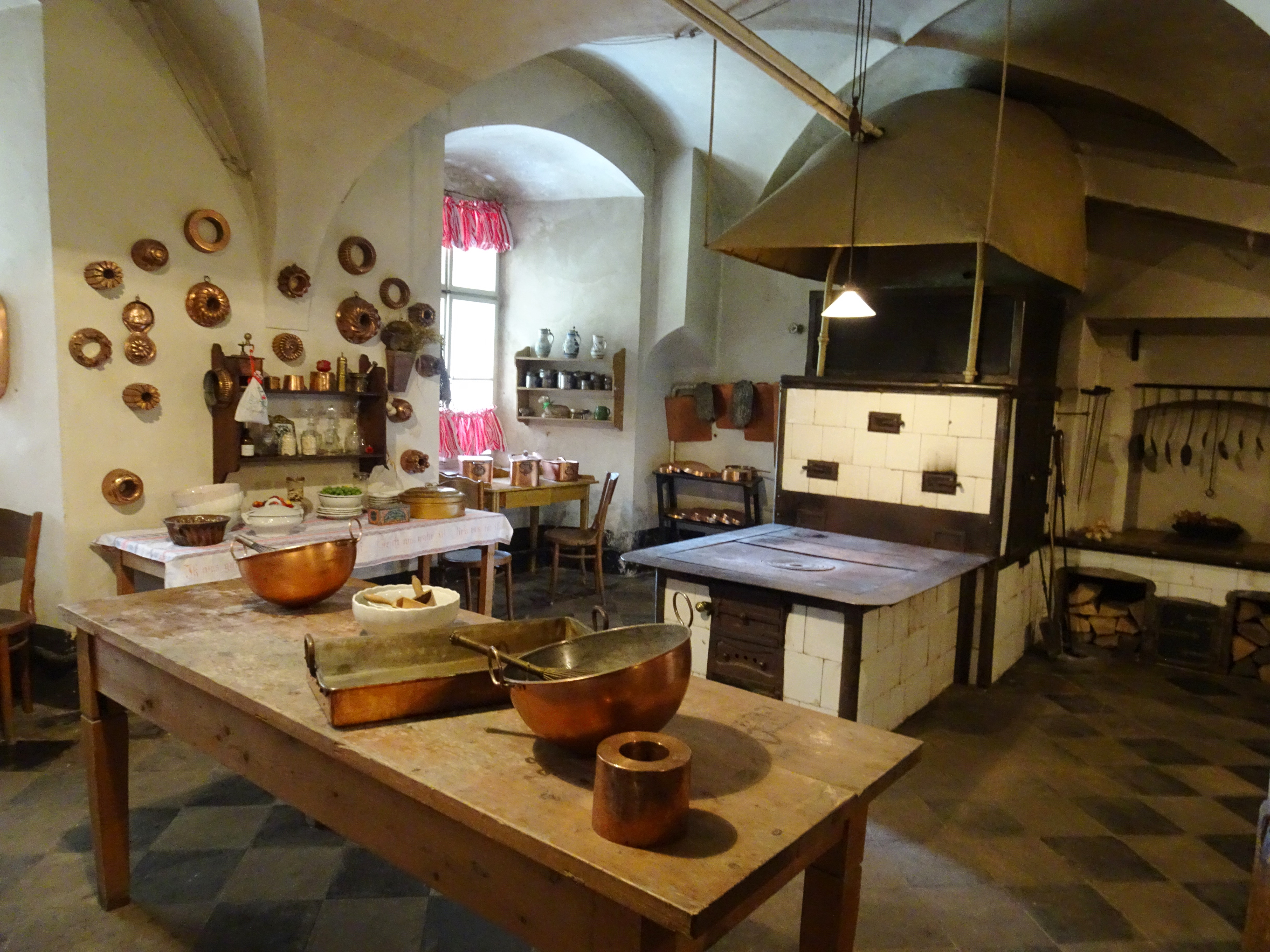
Cucine

## Descrizione
Il castello si trova nella città di Frýdlant nella Regione di Liberec della Repubblica Ceca. Rappresenta uno dei monumenti più importanti non solo della città ma anche di tutta la Boemia e conserva tracce storiche del passaggio tra il castello medievale e il castello rinascimentale. I terreni e il castello di Frýdlant si trovano su un'altura a sud della città. Si compone di un vasto e unico complesso con un ricco sviluppo architettonico e storico. I lati settentrionale ed orientale sono occupati dall'ala del castello inferiore. Sul lato opposto si trova una fascia di mura, lungo la quale un sentiero a forma di rampa in mattoni sale fino alla terza porta del castello. Dietro di esso si trova una scalinata interrotta da un terrazzo che dà accesso al castello superiore. Il castello con il suo piazzale era protetto da un ingegnoso sistema di mura, attorno al quale venne realizzato dall'esterno un ampio parco. Del parco del castello fanno parte anche la fattoria. A nord si trova la cappella.

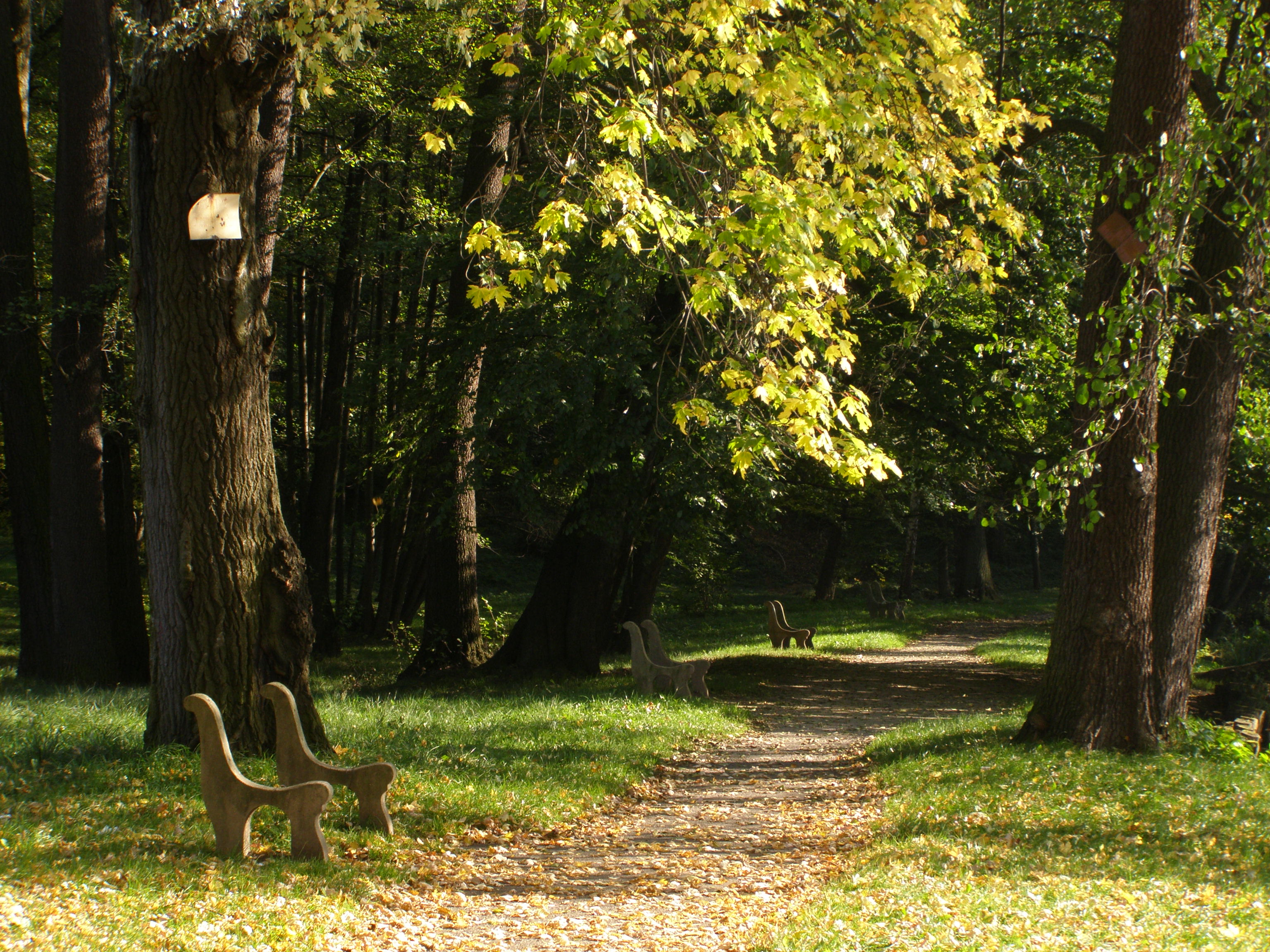
Parte del parco

### Sito museale
La residenza nobiliare di origine medievale è conservata in modo unico ed ospita un gran numero di opere d'arte e dettagli costruttivi artistici di inestimabile valore. Nel castello si possono ammirare collezioni di porcellana e vetro, mobili e decorazioni d'interni. Interessante è anche una ricca collezione di armi dal periodo delle guerre hussite fino al XIX secolo, così come la pinacoteca del castello con opere d'arte degli antichi maestri barocchi o un'esposizione unica di pipe.

### Monumento culturale della Repubblica Ceca
La tutela dei monumenti della Repubblica Ceca considera il castello di Frýdlant un monumento culturale tutelato col numero di catalogo 1000143711.